# Herr und Frau Österreicher
Herr und Frau Österreicher ist eine in Österreich geläufige Redewendung für einen repräsentativen Teil der Bevölkerung, den «Durchschnittsösterreicher» oder Otto Normalverbraucher. Sie wird oft in der Marktforschung, für statistische Angaben, bei der Beschreibung von landestypischem Verhalten oder bei Umfragen verwendet.
Ein weiterer Begriff ist «Hans Meier».